# Allsvenskan de 1953–54
A Primeira Divisão do Campeonato Sueco de Futebol da temporada 1953-54, denominada oficialmente de Allsvenskan 1953-54, foi a 30º edição da principal divisão do futebol sueco. O campeão foi o GAIS que conquistou seu 4º título na história da competição.

## Premiação
| Allsvenskan 1953-54      |
| Sweden                   |
| ------------------------ |
| GAIS Campeão (4º título) |